# Peder Pagh
Peder Pagh (død 22. december 1339) var biskop i Odense fra ~1304 – 1339; Han var prior i Odense Sankt Knuds Kloster, da stedets biskop Gisico døde, og Knudsbrødrene
valgte da Peder Pagh til hans efterfølger. Det var midt under striden mellem
Jens Grand og Kronen, og ærkebispen nægtede at indvie ham;
Pagh appellerede da til Paven, og denne overdrog Jens Grands
efterfølger, Isarn, at afgøre sagen, der åbenbart faldt ud til
fordel for Pagh, der stod i et venligt forhold til Kongen.

## Eksterne kildr og henvisninger
- Om Peder Pagh i DBL